# Somewhere Only We Know
"Somewhere Only We Know" là bài hát được sáng tác và trình bày bởi ban nhạc alternative rock người Anh Keane, được phát hành làm đĩa đơn mở đầu cho album phòng thu đầu tay Hopes and Fears của họ năm 2004. Ca khúc là một trong những hit nổi tiếng trên toàn thế giới năm đó, đạt đến vị trí số 3 trên bảng xếp hạng đĩa đơn Anh quốc trong tuần đầu phát hành. Đây là ca khúc thành công nhất của Keane cho đến khi "Is It Any Wonder?" phát hành năm 2006.
Năm 2013, ca khúc được nghệ sĩ người Anh Lily Allen cover cho sự kiện quảng cáo Giáng sinh cho cửa hàng bách hóa John Lewis. Phiên bản này đã vượt qua thành công của phiên bản gốc, dẫn đầu bảng xếp hạng Anh quốc và bán được 600.000 bản.

## Danh sách bài hát
Enhanced CD single (Catalogue: CID849)
1. "Somewhere Only We Know" – 3:58
2. "Snowed Under" – 3:51
3. "Walnut Tree" – 3:40
4. "Somewhere Only We Know" (CD-ROM video) – 3:56

7" vinyl Anh (Catalogue: IS849)
1. "Somewhere Only We Know"
2. "Snowed Under"

3" pocket CD Anh
- Phát hành 19 tháng 7 năm 2004.

1. "Somewhere Only We Know"
2. "Snowed Under"

Enhanced CD single Đức
- Phát hành 26 tháng 3 năm 2004.

1. "Somewhere Only We Know"
2. "Snowed Under"

Enhanced CD single Tây Ban Nha
- Phát hành 16 tháng 4 năm 2004.

1. "Somewhere Only We Know"
2. "Walnut Tree"
3. "Somewhere Only We Know" (video)

## Xếp hạng và chứng nhận
| Bảng xếp hạng (2004–2013)             | Thứ hạng cao nhất |
| ------------------------------------- | ----------------- |
| Anh Quốc (OCC)                        | 3                 |
| Bỉ (Ultratop 50 Flanders)             | 43                |
| Bỉ (Ultratip Wallonia)                | 6                 |
| Đan Mạch (Tracklisten)                | 9                 |
| Đức (GfK)                             | 55                |
| Hà Lan (Dutch Top 40)                 | 15                |
| Hoa Kỳ Billboard Hot 100              | 50                |
| Hoa Kỳ Adult Contemporary (Billboard) | 37                |
| Hoa Kỳ Adult Pop Airplay (Billboard)  | 11                |
| Hoa Kỳ Alternative Songs (Billboard)  | 32                |
| Hoa Kỳ Pop Airplay (Billboard)        | 36                |
| Ireland (IRMA)                        | 30                |
| New Zealand (Recorded Music NZ)       | 19                |
| Pháp (SNEP)                           | 42                |

| Quốc gia                                                                                             | Chứng nhận | Số đơn vị/doanh số chứng nhận |
| --- | ---------- | ----------------------------- |
| Bỉ (BEA)                                                                                             | Vàng       | 25.000*                       |
| Anh Quốc (BPI)                                                                                       | Vàng       | 400.000‡                      |
| * Chứng nhận dựa theo doanh số tiêu thụ. ‡ Chứng nhận dựa theo doanh số tiêu thụ và phát trực tuyến. |            |                               |

## Lịch sử phát hành
| Quốc gia | Ngày                | Định dạng                               |
| -------- | ------------------- | --------------------------------------- |
| Anh quốc | 16 tháng 2 năm 2004 | 7" vinyl, enhanced CD single, 3" pocket |
| Châu Âu  | 26 tháng 3 năm 2004 | 7" vinyl, enhanced CD single, 3" pocket |
| Úc       | 17 tháng 5 năm 2004 | 7" vinyl, enhanced CD single, 3" pocket |

## Phiên bản Lily Allen
Năm 2013, nữ ca sĩ người Anh Lily Allen phát hành một phiên bản cover của "Somewhere Only We Know". Bài hát bắt đầu được cho phép tải về từ ngày 10 tháng 11 năm 2013 tại Anh quốc dưới hãng đĩa Parlophone và Regal Recordings. Bài hát đã được dùng trong chương trình quảng cáo Giáng sinh 2013 của John Lewis.
Ngày 24 tháng 11 năm 2013, bài hát đã đạt vị trí quán quân trên UK Singles Chart, trở thành đĩa đơn quán quân thứ ba của Allen tại Anh sau "Smile" và "The Fear".
Video âm nhạc của bài hát này là đoạn phim quay lại quá trình thực hiện đoạn hoạt hình quảng cáo The Bear and The Hare (tiếng Việt: Gấu và thỏ).

### Danh sách bài hát
| Tải nhạc số | Tải nhạc số              | Tải nhạc số |
| STT         | Nhan đề                  | Thời lượng  |
| ----------- | ------------------------ | ----------- |
| 1.          | "Somewhere Only We Know" | 3:28        |

### Đội ngũ thực hiện
- Tom Chaplin – sáng tác
- Richard Hughes – sáng tác
- Tim Rice-Oxley – sáng tác
- Lily Allen – hát chính
- Paul Beard – nhà sản xuất, arranger, mixer, piano, percussion, programming
- Paul Sayer – guitar acoustic
- James Banbury – string arrangement
- Joe Kearns – engineer và mixer
- Andy Cook – trợ lí
- Will Hicks – trợ lí
- Matt Dougthy – trợ lí
- Jason Elliot – additional programming
- Stuart Hawkes – mastering

### Xếp hạng và chứng nhận
| Bảng xếp hạng (2013)           | Vị trí cao nhất |
| ------------------------------ | --------------- |
| Bỉ (Ultratip Flanders)         | 12              |
| Bỉ (Ultratop 50 Wallonia)      | 22              |
| Euro Digital Songs (Billboard) | 2               |
| Pháp (SNEP)                    | 6               |
| Ireland (IRMA)                 | 1               |
| Israel (Media Forest)          | 2               |
| Scotland (OCC)                 | 3               |
| Slovakia (Rádio Top 100)       | 15              |
| Thụy Sĩ (Schweizer Hitparade)  | 52              |
| Anh Quốc (OCC)                 | 1               |

| Bảng xếp hạng (2013)               | Vị trí |
| ---------------------------------- | ------ |
| Anh quốc (Official Charts Company) | 34     |

| Quốc gia                                                    | Chứng nhận | Số đơn vị/doanh số chứng nhận |
| ----------------------------------------------------------- | ---------- | ----------------------------- |
| Anh Quốc (BPI)                                              | Bạch kim   | 600.000‡                      |
| ‡ Chứng nhận dựa theo doanh số tiêu thụ và phát trực tuyến. |            |                               |

## Các phiên bản khác
- Natasha Bedingfield trong chương trình BBC Radio 1 của Jo Whiley.
- Blake Lewis đã hát ca khúc này trong mùa 6 của American Idol.
- Darren Criss và the Warblers đã cover bài hát trong mùa thứ hai của series Glee, tập phim thứ 18 "Born This Way". Phiên bản này sau đó cũng đã có mặt trong tuyển tập Glee: The Music Presents the Warblers.
- 12 thí sinh của The Glee Project mùa thứ nhất trong vòng chung kết đã cùng nhau hát bài hát này.
- David Archuleta cover ca khúc này trong album Begin.